# Biskupi xi’ańscy
Biskupi xi’ańscy – rzymskokatoliccy biskupi mający swoją stolicę biskupią w Xi’anie, obecnie w Chińskiej Republice Ludowej. W Xi’anie mieściła się stolica wikariatu apostolskiego (1911 - 1946) i archidiecezji (1946 - nadal).

## Ordynariusze

### Wikariusze apostolscy Centralnego Shaanxi
- Auguste-Jean-Gabriel Maurice OFM (12 kwietnia 1911 - 7 lipca 1916)
- Eugenio Massi OFM (7 lipca 1916 - 3 grudnia 1924)

### Wikariusze apostolscy Xi’anfu
- Eugenio Massi OFM (3 grudnia 1924 - 26 stycznia 1927) następnie mianowany wikariuszem apostolskim Hankou
- Fiorenzo Umberto Tessiatore OFM (16 maja 1928 - 10 kwietnia 1932)
- Pacifico Giulio Vanni OFM (14 czerwca 1932 - 11 kwietnia 1946)

### Arcybiskupi xi’ańscy
- Pacifico Giulio Vanni OFM (11 kwietnia 1946 - 10 maja 1952) następnie mianowany biskupem Sovana–Pitigliano we Włoszech
  - Pacific Li Huande OFM (25 stycznia 1952 - 16 lutego 1972) administrator apostolski, biskup Yan’anu
- sede vacante (być może urząd sprawował biskup(i) Kościoła podziemnego)
- Anthony Li Duan (1987 – 25 maja 2006)
- Anthony Dang Mingyan (2006 - nadal)

## Arcybiskup bez mandatu papieskiego
Archidiecezją xi’ańską rządził jeden, nieuznawany przez Stolicę Apostolską, arcybiskup. Należał on do Patriotycznego Stowarzyszenia Katolików Chińskich i został mianowany z polecenia komunistycznych władz chińskich bez zgody papieża. Był to:
- John Ji Huairang OFM (1981 – 24 lutego 1987)